# Globalstar
Globalstar is een systeem van satellieten in een lage baan (LEO, low Earth orbit) voor digitale telecommunicatie dat sinds 1999 wereldwijd draadloze telecommunicatie mogelijk maakt.
Globalstar maakt gebruik van dual-mode handsets. Deze toestellen maken het mogelijk om te schakelen tussen gsm-masten en satellietverbindingen. Als de gsm geen ontvangst heeft, schakelt het toestel automatisch over op een satellietverbinding.

## Systeembeschrijving
Satellieten communiceren met hun gebruikers op de L- en S-band, op respectievelijk 1,6 en 2,5 GHz.
Elk station op de aarde (gateway) heeft de capaciteit om meer dan 1000 verbindingen te maken met het bestaande PSTN. Deze gateways zijn over de hele wereld verspreid om de gebruikers te laten verbinden met hun lokale PSTN.

## Technologie
Globalstar-telefoons zien en werken zoals mobiele of vaste telefoons. Het verschil is dat deze overal kunnen worden gebruikt, door het veilige CDMA (code-division multiple access-)satellietsignaal. De Globalstar-organisatie heeft 48 satellieten die ongeveer 80% van het aardoppervlak bedekken, overal buiten het extreme poolgebied en het Middellandse Zeegebied.
Verschillende satellieten ontvangen een gesprek, door de "path diversity" wordt ervoor gezorgd dat wanneer iemand buiten het bereik van een bepaalde satelliet komt, automatisch een andere satelliet het gesprek overneemt zodat een gesprek niet onderbroken wordt.

## Dekking
De Globalstar-satelliet is zeer eenvoudig opgebouwd, bestaand uit een antenne, twee zonnepanelen en een magnetismemeter,
en het werkt op een hoogte van 1414 km. De satellieten worden geplaatst in acht verschillende banen rond de aarde, met telkens zes satellieten op deze banen.
De software van het systeem draait niet op de satellieten, maar wel op de aarde. Het grote voordeel hiervan is gemakkelijk onderhouden en updaten van het systeem.